# Pesca fantasma
La pesca fantasma se refiere a las capturas producidas por aparejos o artes de pesca perdidos o inatendidos que siguen funcionando. Líneas de anzuelos, redes y nasas abandonadas o perdidas pueden continuar capturando peces y crustáceos por algún tiempo, hasta quedar enredadas en el fondo, cubiertas por algas o destruidas por corrientes u otros fenómenos oceánicos.